# Panaxia principalis
Panaxia principalis är en fjärilsart som beskrevs av Vincenz Kollar 1844. Panaxia principalis ingår i släktet Panaxia och familjen björnspinnare. Inga underarter finns listade i Catalogue of Life.